# 百万人の英語

1960年。左は五十嵐新次郎

『百万人の英語』（ひゃくまんにんのえいご）は、1958年4月1日〜1992年10月4日に、文化放送やラジオたんぱ（現:ラジオNIKKEI）など、日本全国のAM、FM、短波ラジオ放送局で放送された英会話番組。旺文社系列の財団法人日本英語教育協会（英教）が制作し、同時に番組テキストを兼ねた月刊雑誌をも発行していた。
また、1959年2月から1961年3月までは、教育局として放送免許を受けた日本教育テレビ（NET、現:テレビ朝日）をキーステーションに、テレビ放送されていた時期もあった。

## 概要
旺文社系列の財団法人日本英語教育協会が単独スポンサーとなり、旺文社創業者である赤尾好夫の提案で、大学受験ラジオ講座と同じように英語学習の地域格差解消を目指して開始されたという。
長らく文化放送、ラジオたんぱ、岐阜放送、ラジオ関西、山口放送、極東放送→ラジオ沖縄→琉球放送→エフエム沖縄（極東放送改組後の社名）のみのネットだったが、その後、AIR-G'や広島FM、エフエム三重、エフエム福岡などいくつかの地方FM局へもネットを開始した。特に沖縄に関しては、日本復帰前の宗教放送局だった当時の極東放送（FEBC沖縄・KSDX日本語放送局）を含めた県内民放ラジオ全局がこの番組のネット受けをしたことになる。
オープニングとエンディングはネット各局のアナウンサーによる読み上げがあった。オープニングは「皆さん。英教の、百万人の英語の時間が、参りました。」、エンディングは「これで、英教の、百万人の英語を、終わります。」というアナウンスであった。
例年、12月31日は全局で休講であった。
ラジオ放送終了後、2002年に、旺文社グループの株式会社教育測定研究所がインターネット上の情報サイト「100万人の英語」を開設した。

## 代表的な講師
- J・B・ハリス
- マリアン
- 國弘正雄
- 鳥飼玖美子
- ハイディ矢野
- パティ
- 御園和夫
- 遠山顕
- 小林克也
- ケント・デリカット
- 荒井良雄
- 戸田奈津子
- 早見優
- トミー植松
- 奈良橋陽子（本名の野村陽子で出演）
- 五十嵐新次郎
- 水谷信子
- 加藤諦三
- 東後勝明
- 伊藤サム
- 田崎清忠
- アントン・ウィッキー
- 湯野川祐子フローレンス
- 安藤登美子
- 日野信行
- 鬼頭イツ子
- 小牧ユカ
- 五十嵐康男

## テレビ版の放映ネット局
- 日本教育テレビ（NET、現:テレビ朝日）
- 毎日放送
- 中国放送（TBS系列）
- 西日本放送（日本テレビ系列）